# 埃德温·伯金
埃德温·伯金（英語：Edwin Bergin，1967年2月15日—），男，美国天体物理学家、天体化学家，丹尼·海涅曼天体物理学奖获得者。